# デジアラホールディングス
株式会社デジアラホールディングス（DIGITAL ALLIANCE HOLDINGS CO.,LTD）は、エクステリアをインターネットを介して全国販売施工するサイト「エクスショップ」やインターネットを介したエクステリア外構工事等の全国展開「ガーデンプラス」の企画・運営・管理を行うグループの持株会社。

## 沿革
- 2000年（平成12年）4月 - 資本金600万円で有限会社デジタルアライアンス設立。
- 2001年（平成13年）
  - 3月 - ライントピックスサービス開始。
  - 8月 - 神戸ファッションマート（ベンチャービレッジ）へ本社移転。
  - 12月 - DAハウジングサービス開始。
- 2005年（平成17年）12月 - 資本金1,000万円に増資。
- 2006年（平成18年）
  - 1月 - 株式会社デジタルアライアンスに組織変更。
  - 11月 - 資本金6,250万円に増資。
  - 12月 - 財団法人神戸市産業振興財団より第4回KOBEドリームキャッチプロジェクトにて「X-KOBE」認定。
- 2007年（平成19年）
  - 9月 - エクスショップ リニューアルオープン。
  - 11月 - サニタリー・キッチンサイト オープン。
- 2008年（平成20年）2月 - 子育て応援協定締結（兵庫県知事）、プライバシーマーク認証取得。
- 2009年（平成21年）9月 - ガーデンプラス オープン。
- 2010年（平成22年）
  - 3月 - 資本金9,786万円に増資。
  - 4月 - 全国250店舗のエクステリア提携施工店網構築。
  - 11月 - 社団法人関西ニュービジネス協議会よりNBK大賞兵庫ブロック優秀賞を受賞。
- 2011年（平成23年）2月 - 直営店「ガーデンプラス神戸」（ショールーム）オープン。
- 2012年（平成24年）
  - 1月 - 直営店「ガーデンプラス神戸北町」オープン。
  - 2月 - 直営店「ガーデンプラス千葉」オープン。
- 2014年（平成26年）11月 - 直営店「ガーデンプラス相模原」オープン。
- 2015年（平成27年）
  - 1月 - 資本金9,946万円に増資。
  - 4月 - 持株会社制に移行し、株式会社デジアラホールディングスに商号変更。完全子会社として株式会社エクスショップ及び株式会社ガーデンプラスを設立。
  - 10月 - 神戸市より「平成27年度こうべ男女いきいき事業所」として表彰。
- 2017年（平成29年）4月 - 株式会社デジタルアライアンス設立。

## 所属団体
- 社団法人 日本通信販売業協会（JADMA正会員）
- 神戸商工会議所
- 神戸経済同友会
- 兵庫県中小企業家同友会
- 関西デジタルコンテンツ事業協同組合
- 神戸市産業振興財団ドリームキャッチプロジェクト X-KOBE認定企業